# Boson de Matha
Boson de Matha († 1247) est seigneur de Cognac et par mariage comte de Bigorre et vicomte de Marsan de 1228 à 1247. Il était fils de Fouque, seigneur de Matha, et d'une dame de Saintes.

## Biographie
Seigneur saintongeais, il épouse la comtesse Pétronille de Bigorre, veuve d’Aymeri de Rancon, et devient ainsi comte de Bigorre et vicomte de Marsan. Pétronille vivait alors dans le Limousin, car issue d’une famille occitane protégeant les Albigeois, elle s’était ensuite mariée à des nobles septentrionaux faisant partie des croisés contre les Albigeois (Guy de Montfort, Aymeri de Rancon) et craignait un mauvais accueil de ses sujets et de ses voisins.
Boson de Matha est un homme de poigne qui lui permet de revenir en Bigorre, après douze ans d’absence. Durant l’absence de Pétronille en Bigorre, et malgré la présence de sénéchaux pour la représenter, des brigands avaient rejoint le pays et le rançonnait. À peine arrivé, Boson se charge d’assainir le comté.
Il attaque en 1232 le comte Bernard V de Comminges, au nom des droits de sa femme sur ce comté. Il ne parvient pas à s’en emparer, mais annexe Saint-Gaudens et une partie du Nébouzan.
En 1242, il rejoint la coalition formée par Raymond VII, comte de Toulouse, Hugues X comte de la Marche et d’Angoulême et le roi Henri III d'Angleterre contre saint Louis et son frère Alphonse, comte de Poitiers, mais, mal organisée, cette coalition est vaincue. Le roi punit Boson en lui confisquant Cognac.

## Mariage et enfants
Il épouse en 1228 Pétronille de Comminges († 1247), comtesse de Bigorre et vicomtesse de Marsan. De ce mariage naît :
- Mathe de Matha († 1273), vicomtesse de Marsan, mariée à Gaston VII, vicomte de Béarn.